# SIAI S.21
Le SIAI S.21 est un hydravion de course italien construit par SIAI pour le Trophée Schneider 1921.

## Conception et développement
Le S.21 est un hydravion monoplace sesquiplan (l'aile supérieure est plus courte que l'aile inférieure). Son moteur est monté sur des jambes de suspension entre sa coque et son aile supérieure. Le moteur Ansaldo San Giorgio 4E-14 développait 300 ch et entrainait une hélice propulsive quadripale. Des petits ballonnets de stabilisation furent montés sous l'aile inférieure de chaque côté.

## Histoire opérationnel
Au cours de vols d'essai, le S.21 s'avéra extrêmement difficile à contrôler, le seul pilote qui réussit à le piloter était Guido Jannello, qui avait déjà fait bonne impression durant le trophée Schneider 1918, dans un Savoia S.13. Lorsque Jannello tomba malade pendant le Trophée Schneider 1921 et fut incapable de le piloter, le S.21 fut retiré de la course.

## Culture populaire
- Dans le film d'animation Porco Rosso, l'avion du personnage principal est appelé SIAI S.21 mais il ne ressemble pas à un vrai S.21, car l'avion du film est un monoplan et non un biplan.

## Opérateurs
Royaume d'Italie